# VIA NanoBook
Nanobook — модель субноутбука (сверхпортативного ПК), разработанная компанией VIA Technologies, Inc.. Корпус представляет собой традиционную раскрывающуюся «книжку», экран имеет разрешение 800×480 при диагонали 7″, компьютер содержит полноразмерную клавиатуру. Его вес меньше 850 г., заявленное время работы от батареи 4,5 ч.
Система построена на основе чипсета VIA VX700, интегрированную графическую схему VIA UniChrome Pro II IGP, процессор VIA C7-M на частоте 1,2 ГГц. Возможна установка до 1 Гб ОЗУ DDR2, стандартно устанавливаются жёсткий диск объёмом не менее 30 ГБ, wi-fi 802.11g, Bluetooth и Ethernet, кардридер на 4 вида карт, порт DVI и два USB 2.0.
В пресс-релизе компании также упоминается слот USB, расположенный вблизи экрана и позволяющий подключить электронные часы, устройства GPS, VoIP и модули широкополосного беспроводного доступа.
В пресс-релизе говорится, что NanoBook ориентирована на рынок конкурентных цен и поступит в продажу во второй половине 2007 года.

## Спецификации
Характеристики системы, приведенные на официальном сайте VIA (русск.,
англ.):
- процессор: 1.2 ГГц VIA C7-M ULV (Ultra Low Voltage),
- чипсет: VIA VX700 System Media Processor (со встроенными северным и южным мостами),
- ОЗУ: DDR2 SO-DIMM до 1 ГиБ,
- жесткий диск: 30 ГБ,
- дисплей: 7-дюйм. 800x480, чувствительный к нажатию, TFT-LCD,
- графическая карта: VIA UniChrome™ Pro II IGP интегрированная с поддержкой 3D/2D и объёмом памяти до 64 МБ,
- аудио: VIA Vinyl VT1708A HD Audio кодек; 2 динамика,
- сетевые подключения:

- Ethernet: Realtek RTL8100CL 10/100 Мбит/с,
- беспроводная: Azure Wave 802.11 b/g (на интерфейсе USB),
- Bluetooth: Billionton (на интерфейсе USB),

- порты ввода-вывода:

- кард‐ридер 4‑в‑1,
- DVI-I,
- два Hi-Speed USB 2.0,
- RJ45 Ethernet,

- аудиовыводы:

- вход для микрофона,
- вход для Array-Microphone,
- выход на наушники (line out),

- индикаторы: питание, батарея, радиоблок, HDD; Caps Lock,
- аккумулятор: 4 ячейки, 4,5 часа работы (BatteryMark 2004),
- размеры: 230 мм (ширина) × 171 мм (глубина) × 29,4 мм (высота),
- вес: менее 850 г,
- операционные системы: поддерживает Microsoft Windows XP, Windows Vista, распространенные дистрибутивы GNU/Linux.